# 劉康 (後漢)
劉 康（りゅう こう、? - 永元9年3月23日（97年4月23日））は、後漢の皇族。光武帝の第5子。母は郭聖通。東海恭王劉彊・沛献王劉輔の同母弟、阜陵質王劉延の同母兄。明帝の異母弟。
39年（建武15年）に済南公に封じられ、2年後に進爵して王となる。52年（建武28年）に済南国に赴くが、法令を守らず食客と交遊にふけった。明帝の代に、州都に奸猾の徒である顔忠・劉子産を招じ入れ、謀反を企てたかどで告発された。謀反を上奏された明帝であったが、劉康との親密な関係があったため厳罰を与えず、封地5県を減じただけで処理している。
83年（建初83年）には、甥の章帝によりさらに5県を減じられている。劉康は多くの蓄財により宮廷の大改修を実施、さらに奴婢1,400人、厩馬1,200匹、私田800頃を有し奢侈な生活を送っていた。その生活は国傅である何敞により諫言されたが終生改まることはなかった。
97年（永元9年）に薨去し、安王と諡された。子の劉錯（簡王）が後を継いだ。